# Il lupo e l'agnello (Fedro)
Il lupo e l'agnello è una favola di Fedro.

## Trama
La favola racconta di un lupo e di un agnello che si abbeverano allo stesso torrente. Il lupo accusa l'agnello di sporcare l'acqua che lui sta bevendo, anche se si trovava più in alto dell'agnello, e, fallito questo stratagemma, di aver detto male di lui; appreso che l'agnello al tempo dei fatti non era ancora nato, il lupo conclude che dovesse essere stato il montone suo padre, e lanciatosi sull'agnello lo uccide e lo mangia.

## Testo
Superior stabat lupus, longeque inferior agnus.

Tunc fauce improba latro incitatus iurgii causam intulit:

"Cur - inquit - turbulentam fecisti mihi aquam bibenti?"

Laniger contra timens:

"Qui possum - quaeso - facere quod quereris, lupe? A te decurrit ad meos haustus liquor."

Repulsus ille veritatis viribus:

"Ante hos sex menses male - ait - dixisti mihi".

Respondit agnus:

"Equidem natus non eram!"

"Pater, hercle, tuus - ille inquit - male dixit mihi!"

Atque ita correptum lacerat iniusta nece.

Haec propter illos scripta est homines fabula qui fictis causis innocentes opprimunt.»
Il lupo stava più in alto e, un po' più lontano, in basso, l'agnello.

Allora il brigante, incitato dalla gola insaziabile, cercò un pretesto.

"Perché" disse "mi hai fatto diventare torbida l'acqua, mentre sto bevendo?".

E l'agnello di risposta, tremando:

"Come posso - ti prego - fare quello di cui ti lamenti, o lupo? L'acqua scorre da te alle mie sorsate!".

Quello, respinto dalla forza della verità:

"Sei mesi fa" disse "hai parlato male di me!".

Rispose l'agnello:

"Veramente... non ero ancora nato!".

"Per Ercole! Tuo padre" disse il lupo "ha parlato male di me!".

E così, afferratolo, lo fa a pezzi dandogli una morte ingiusta.

Questa favola è scritta per quegli uomini che opprimono gli innocenti con falsi pretesti.»
(Fedro)

## Locuzioni latine
Le locuzioni latine Superior stabat lupus (letteralmente "il lupo stava più in alto") e Pater, hercle, tuus (letteralmente "Per Ercole, (è stato) tuo padre") sono espressioni che vogliono indicare la situazione di colui che, forte dei propri mezzi ma privo di una giustificazione per le sue mire, accampa una qualunque scusa per agire.